# Jerry Vale
 Gennaro Louis Vitaliano, cunoscut drept Jerry Vale, (n. 8 iulie 1930, New York City, New York, SUA – d. 18 mai 2014, Palm Springs⁠(d), California, SUA) a fost un actor și cântăreț american.